# How Munched Is That Birdie in the Window?
«How Munched Is That Birdie in the Window?» (укр. «Як з'їли ту пташку на вікні?») — сьома серія двадцять другого сезону мультсеріалу «Сімпсони», прем'єра якої відбулась 28 листопада 2010 року у США на телеканалі «Fox».

## Сюжет
Під час грози в будинок Сімпсонів залітає голуб. Виявивши, що його крило поранене, Ліса телефонує власнику, номер якого є на бірці на лапі птаха. Власник каже, що це його поштовий голуб, але бажає приїжджати по нього. Ліса доручає Барту подбати про нього, оскільки вона в неї фобія голубів.
Барт бере голуба. Давши йому кличку Рей, хлопчик доглядає за птахом протягом кількох тижнів. Згодом Барт намагається відпустити голуба у дику природу, але вони з Реєм занадто зблизилися, тому він вирішує залишити його як домашнього улюбленця. Побачивши рекламу відео про роль поштових голубів у Другій світовій війні, Барт і Гомер навчають Рея переносити повідомлення для мешканців Спрінґфілда.
Через деякий час Мо приходить до будинку із пропозицією, що Рей може стати спортивним голубом для змагань. Однак, поки Мо обговорює це з Гомером і Бартом, Маленький Помічник Санти з'їдає Рея. Пригнічена горем, сім'я влаштовує похорони Рея, а Барт обурюється на Маленького Помічника Санти. Водночас хлопчик певний час не може розважитися чи пустувати (що задовольняє директора Скіннера).
Мардж і Гомер відводять Барта до лікарки Терстон, психологині. Вона пропонує Барту пробачити Маленького Помічника Санти, оскільки людина — розумніша і знає, що у собаки недостатньо розуму, щоб зрозуміти, що вбивати маленьких пташок неправильно. Однак, Барт не може пробачити пса, бо попри все Помічник Санти постійно гризе щось, пов'язане із птахами.
Сімпсони вирішують відвести пса жити на ферму «Страусовий світ» на півночі штату. На прощання Барт ділиться напутніми словами з Маленьким Помічником Санти, і просить більше ніколи не вбивати птахів.
Коли сім'я збирається йти, Гомер роздратовує та випадково відпускає страуса, і той починає нападати. Барт кличе Маленького Помічника Санти на допомогу, але він збентежений, оскільки Барт раніше сказав йому, що не можна нападати на птахів. Зрештою, Барт забиває страуса деякими інструментами, які знаходяться поблизу. Він прощає Помічника Санти.
Сімпсони щасливо повертаються додому, взявши на вечерю тушу забитого страуса. Однак, в дорозі, птах прокидається, прориває дах і починає душити Гомера лапою…

## Виробництво
На початку попередньої серії було показано вертоліт «Fox News» із гаслом «Fox News: не расистський, але канал №1  серед расистів» (англ. «Fox News: Not racist, but #1 with racists»). Білл О'Райлі, ведучий «Fox News» сказав: «Продовжуючи кусати руку, яка частково годує її, „Fox“ знову дозволяє героям своїх мультфільмів шаленіти».
У відповідь на критику продюсери серіалу додали на початку польоту в заставці цього епізода коротку сцену з вертольотом зі слоганом «Fox News: Не підходить для глядачів молодше 75» (англ. «Fox News: Unsuitable for viewers under 75»). За словами шоуранера Ела Джіна, продюсери «Сімпсонів» були задоволені тим, що вони роздратували О'Райлі, і насправді вони ніколи не отримували попередження від „Fox“ щодо жартів над мережею. Джін додав:
|  | Обидві сторони, зрештою, приносять користь для «News Corp.». Ми раді невеликій ворожнечі з Біллом О'Райлі. Для нас це дуже цікаво. |

Через зміну в процесі виробництва останньої миті ця сцена була доступна лише в оригінальній трансляції у США. Джін заявив, що цей інцидент допоміг творцям серіалу навчитися, як створювати більш актуальний контент, коли на створення серії може знадобитися щонайменше рік.

## Культурні відсилання та цікаві факти
- Назва серії «Чуха і Сверблячки» «Dogday Hellody of 1933» (англ. «Собаче пекло 1933-го») є відсиланням до пісні «Broadway Melody of 1974» (англ. «Бродвейська мелодія 1974-го»)[3].
  - Сама серія є пародією на діснеївську короткометражку «Pluto's Judgement Day» 1935 року.
  - Головного героя пса б'ють карикатури кількох голлівудських акторів 1930-х років, серед яких: Едвард Робінсон, Бінг Кросбі, Гарпо Маркс тощо.

## Ставлення критиків і глядачів
Під час прем'єри серію переглянули 9,42 млн осіб, з рейтингом 4.1, що зробило її найпопулярнішим серіалом тієї ночі.
Ровен Кайзер з «The A.V. Club» дала серії оцінку B-,сказавши:
|  | Сюжет досить простий і нецікавий, а словесні жарти не на першому місці. Є досить кумедна епізодична роль гонщиці Даніки Патрік, але [акторку] Рейчел Вайс погано використовуют як терапевтку, який нібито намагається змусити Барта та Маленького Помічника Санти знову сподобатися один одному. Тим не менш, приємно бачити, як анімація займає центральне місце в анімаційній комедії. |

Ерік Гохбергер з «TV Fanatic» оцінив серію на 3/5, сказавши, що «в серії, звичайно, були смішні жарти та візуальні ґеґи, які роблять „Сімпсонів“ розважальними тиждень за тижнем, але, здавалося, це просто вичерпалося в третій дії».
Згідно з голосуванням на сайті The NoHomers Club більшість фанатів оцінили серію на 2/5 із середньою оцінкою 2,6/5.